# Buick LaCrosse
De Buick LaCrosse is een middelgrote luxe sedan. Hij verving de Buick Century en de Buick Regal.

## Eerste generatie (2005-2009)
De LaCrosse kwam in 2005 om de Buick Century en de Buick Regal op te volgen. De Buick LaCrosse was te koop in Noord-Amerika, maar werd in Canada verkocht onder de naam Buick Allure, omdat LaCrosse in het Canadees 'zelfliefde' betekent.

### 2008
In 2008 werd de neus veranderd in een neus die lijkt op die van de Buick Velite en er waren nieuwe kleuren beschikbaar.

### Super

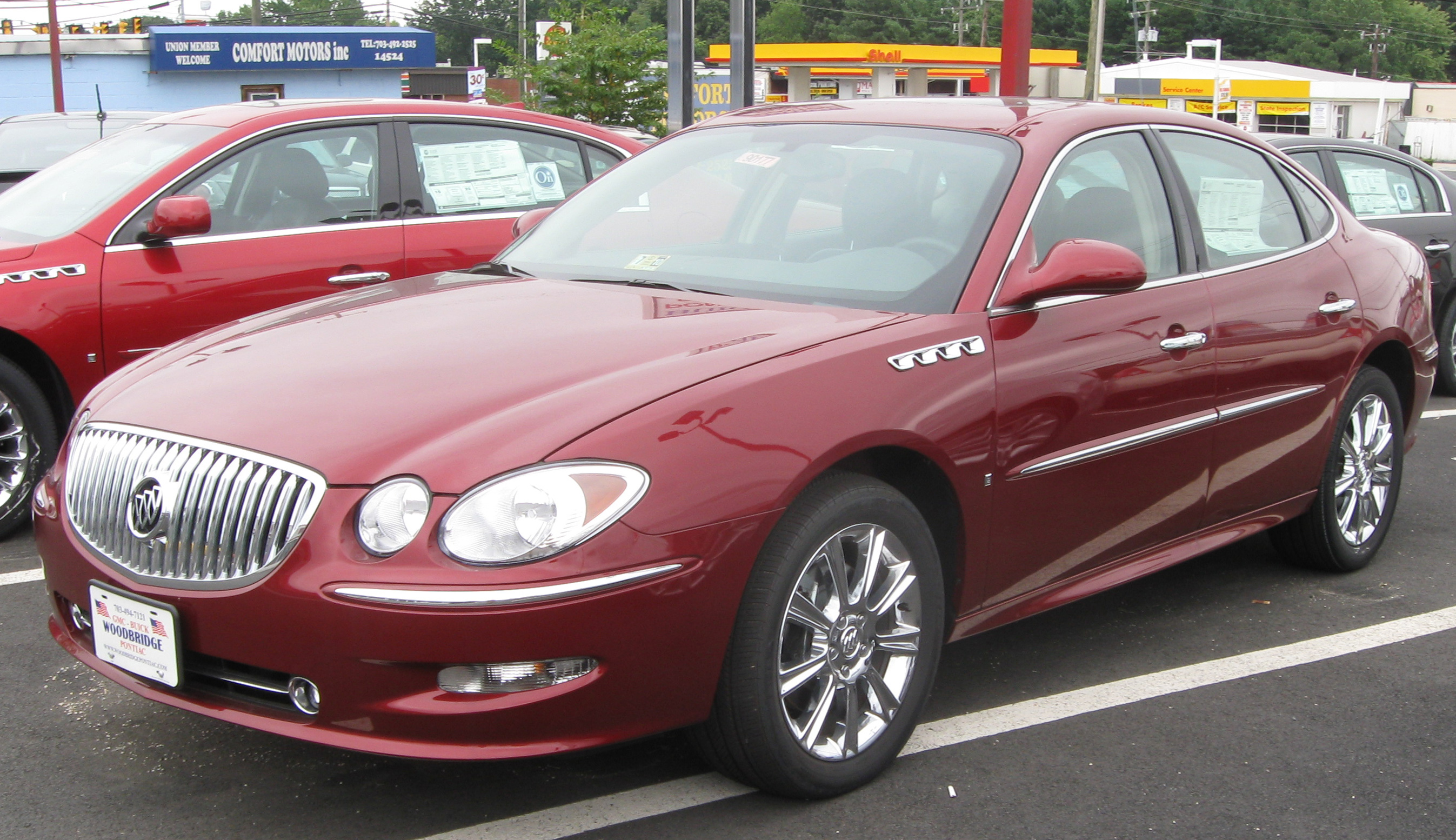
2008 Buick LaCrosse Super

Van de LaCrosse werd in 2008 een versie gemaakt die een stuk duurder en luxer was. De Super was de ook de snelste LaCrosse van toen.

### Modellen
| Jaren     | Modellen | Motor        | Inhoud  | Paardenkrachten | Koppel |
| --------- | -------- | ------------ | ------- | --------------- | ------ |
| 2005–2009 | CX CXL   | 3,8 L L26 V6 | 3791 cc | 200 pk (149 kW) | 312 Nm |
| 2005–2009 | CXS      | 3,6 L LY7 V6 | 3564 cc | 240 pk (179 kW) | 305 Nm |
| 2008      | Super    | 5,3 L LS4 V8 | 5327 cc | 300 pk (224 kW) | 438 Nm |

### China
In 2007 introduceerde Shanghai GM de Chinese versie van de LaCrosse. De auto heeft hetzelfde onderstel, maar het design is verschillend. Ook maakte Shanghai GM een hybride-versie.

## Tweede generatie (2010-2016)
Op de 2009 North American International Auto Show kwam Buick met de tweede generatie LaCrosse. Deze auto staat op het nieuwe GM Epsilon II-platform en heet in Canada nog steeds Allure en in Zuid-Korea heet hij Alpheon.

### Motoren
| Jaren | Model                  | Type                 | Vermogen        | Koppel |
| ----- | ---------------------- | -------------------- | --------------- | ------ |
| 2010  | CX, CXL (FWD)          | 2,4 L Ecotec I4      | 182 pk (136 kw) | 233 Nm |
| 2010  | CX, CXL                | 3,0 L LF1 V6         | 225 pk (190 kW) | 294 Nm |
| 2010  | CXS                    | 3,6 L LLT V6         | 280 pk (209 kW) | 351 Nm |
| 2011  | CX, CXL (FWD)          | 2,4 L Ecotec I4      | 182 pk (136 kW) | 233 Nm |
| 2011  | All                    | 3,6 L LLT V6         | 280 pk (209 kW) | 351 Nm |
| 2012  | FWD (Base–Premium 1)   | 2,4 L Ecotec I4 with | 182 pk (136KW)  | 233 Nm |
| 2012  | FWD (except Base), AWD | 3,6 L LFXV6          | 303 pk (226 kW) | 358 Nm |

## Derde generatie (2016-heden)
Op de 2015 Greater Los Angeles Auto Show preenteerde Buick de derde generatie LaCrosse. Deze auto staat op het nieuwe GM E2XX-platform. Alhoewel de wagen breder en groter is dan zijn voorganger, is hij zo'n 140 kg lichter geworden. De productie van de LaCrosse in Noord-Amerika verhuisde van de Fairfax Assembly fabriek in Kansas City naar de Detroit/Hamtramck Assembly fabriek in Detroit.
De standaard motor is een 1,3-liter driecilinder turbomotor. Speciaal voor de Chinese markt worden een 1,5-liter viercilinder turbomotor, een 1,8-liter viercilinder hybride motor en een 2,0-liter viercilinder turbomotor geleverd.  De 3,6-liter V6 motor is uitsluitend voor de Noord-Amerikaanse markt beschikbaar. Vanaf 2018 was de LaCrosse ook leverbaar met een hybride aandrijflijn bestaande uit een 20 kW elektrische motor in combinatie met een 2,5-liter Ecotec viercilinder benzinemotor. 
Op de Chinese markt is de LaCrosse enkel verkrijgbaar met voorwielaandrijving, in Amerika kan de wagen optioneel ook met vierwielaandrijving geleverd worden.
Nieuw voor de derde generatie LaCrosse waren onder meer:
- Automatische parkeerhulp (de wagen had voortaan ook parkeersensoren vooraan)
- Ondersteuning voor Apple CarPlay en Android Auto
- Een geheel nieuwe 3,6-liter V6-motor met directe injectie, stop-start systeem en cilinderuitschakeling
- Achttraps automatische transmissie (alleen in 2017)
- Vanaf 2018 een nieuwe negentraps automatische transmissie

### Stopzetting
De Buick LaCrosse was een van de zes modellen die na het modeljaar 2019 stopgezet werden door General Motors in het kader van een wereldwijd herstructureringsplan. Deze stopzetting had alleen gevolgen voor de Noord-Amerikaanse markt, de LaCrosse blijft beschikbaar op de Chinese markt, waar de wagen in 2020 een facelift kreeg met onder andere een nieuwe 2,0-liter Ecotec turbomotor.

## Verkopen in Amerika
| Jaar | Totaal aantal verkopen in Amerika |
| ---- | --------------------------------- |
| 2004 | 10.995                            |
| 2005 | 92.669                            |
| 2006 | 71.072                            |
| 2007 | 47.747                            |
| 2008 | 36.873                            |
| 2009 | 27.818                            |
| 2010 | 61.178                            |
| 2011 | 58.474                            |
| 2012 | 57.076                            |

## Trivia
- In Canada wordt de Buick LaCrosse verkocht onder de naam Buick Allure, omdat crosse in de Quebecse straattaal masturbatie kan betekenen.[2]